# Рыбинский кабельный завод
«Рыбинсккабель» — один из старейших российских заводов-производителей кабельно-проводниковой продукции. Полное наименование — Рыбинский кабельный завод. Штаб-квартира компании и производство расположена в городе Рыбинске Ярославской области. Основанный в 1949 году как филиал завода «Москабель», сейчас он входит в десятку крупнейших кабельных заводов России и СНГ и в тройку ведущих заводов по переработке меди. Завод расположен на автомобильной дороге, связывающей центральную часть города с микрорайоном Переборы, ниже плотины Рыбинского гидроузла, на левом берегу Фоминского ручья в его нижнем течении.

## История
Изначально кабельный завод на окраине Рыбинска закладывался как филиал завода «Москабель», выпускавшего провода для автомобильной и тракторной промышленности. Днем рождения завода считается 4 апреля 1949 года, когда «филиал Государственного Союзного ордена Трудового Красного Знамени Московского кабельного завода в Переборах» (так полностью звучало его официальное название) выдал первую партию автопучков. Завод был построен в бывшей фабрике-кухне Волголага, на тот момент это было самое большое здание в посёлке.
В 1950 году предприятие было преобразовано в Государственный Союзный специализированный кабельный завод по производству комплектов автопроводов. Рыбинск находится на Верхней Волге, поэтому предполагалось, что вся его продукция будет уходить на снабжение комплектами проводов бурно развивавшиеся автомобильные заводы Поволжья. Однако ассортимент выпускаемой продукции постоянно расширялся. Уже к началу 60-х годов завод производил:
```
- высокочастотные кабели;
- кабели управления;
- монтажные провода;
- автотракторные провода в пластмассовом исполнении;
- шланговые кабели, провода и шнуры, эмалированные провода 
```

Впоследствии завод стал основным предприятием микрорайона Переборы. В 1967 году коллектив завода был награждён юбилейным переходящим Красным знаменем. К 1970 году «Рыбинсккабель» экспортировал свою продукцию в 25 стран Европы, Азии, Африки, Латинской Америки.
С мая 1958 года на заводе выходит собственная газета «Кабельщик» (ныне — «Рыбинсккабель»).
За более чем полувековую историю своей деятельности завод освоил выпуск широкого ассортимента кабельно-проводниковой продукции для многих отраслей промышленности, наладил партнерские отношения со многими российскими и зарубежными компаниями.
Расцвет завода пришёлся на конец 80-начало 90-х годов. Усилиями завода в Переборах были построены отель «Волга», мини-пекарня, пивзавод, профилакторий. В 1992 году на базе завода вступило в строй новое предприятие — «Рыбинскмаш». В 1998 году система качества «Рыбинсккабель» была сертифицирована фирмой «Кема» на соответствие стандарту ИСО 9002-94. В настоящее время предприятие имеет сертификат соответствия системы менеджмента качества требованиям ИСО 9001:2000 (фирма «Кема») и ГОСТ Р ИСО 9001-2001 (орган по сертификации «Секаб»). Качество продукции «Рыбинсккабель» подтверждено морским и Речным Регистром судоходства, лицензией Госатомнадзора, сертификатом Военного Регистра на приемку продукции для оборонных нужд, разрешениями ОАО "МОЭСК", одобрениями ОАО "Ленэнерго", разрешением ОАО "Россети".
«Рыбинсккабель» входит в состав ассоциации «Интеркабель».
В середине 2000-х на предприятии началась масштабная программа по модернизации производства. В частности, запущена линия по производству кабелей в изоляции из сшитого полиэтилена на среднее напряжение (6-35 кВ).
В 2013 году "Рыбинсккабель" освоил серийное производство кабелей и проводов с низкой токсичностью продуктов горения (исполнения: нг(А)-LSLTx, нг(А)-FRLSLTx, нг(А)-HFLTx). В 2016 году открыто новое производство кабеля силового с бумажной пропитанной изоляцией на напряжение 1-10 кВ.

## Продукция
- Кабели силовые гибкие (с резиновой изоляцией)
- Кабели силовые для стационарной прокладки (с резиновой изоляции)
- Кабели силовые для стационарной прокладки (с пластмассовой изоляцией) на напряжение 0,66-1 кВ
- Кабели силовые для стационарной прокладки (с пластмассовой изоляцией) на напряжение 6 кВ
- Кабели силовые с бумажной пропитанной изоляцией на напряжение 1-10 кВ
- Кабели с изоляцией из сшитого полиэтилена на напряжение 6-35 кВ
- Кабели силовые, не содержащие галогенов
- Кабели с низкой токсичностью продуктов горения
- Провода и кабели для подвижного состава транспорта
- Огнестойкие кабели для систем пожарной и охранной сигнализации
- Провода установочные
- Автотракторные провода
- Провода термостойкие с кремнийорганической изоляцией
- Кабели судовые
- Кабели контрольные
- Кабели управления
- Провода неизолированные
- Кабели монтажные
- Кабели для морских буровых платформ
- Бортовые провода
- Самонесущие изолированные провода
- Кабели установочные
- Провода бытовые

## Совместные предприятия
«Волмаг»
В 1989 году на базе производственных мощностей «Рыбинсккабеля» было первое в стране открыто совместное советско-австрийское производство «Волмаг», занимавшееся выпуском эмалированных проводов. Соучредителем выступала австрийская компания «MAG». «Волмаг» производит круглый эмалированный провод с температурным индексом от 120 до 200 °С и размерами от 0,032 до 4 мм по российским и международным стандартам
«Рыбинскмаш»
В конце  1991 года были подписаны документы о создании советско-австро-итальянского предприятия «Рыбинскмаш», с помощью которого устаревшее оборудование Рыбинского кабельного завода заменялось на новое. Так, например, «Рыбинскмаш» освоил изготовление тяговых конусов к волочильным машинам и линиям эмалирования. Все без исключения волочильные машины были «переобуты» в эти конуса, причем показывали ходимость в 2-3 раза лучше, чем аналоги лучших мировых изготовителей. 
Постперестроечное время сделало уникальное производство убыточным, поэтому предприятие было вынуждено прекратить своё существование.

## Награды
Памятное знамя ЦК КПСС, Президиума Верховного Совета СССР, Совета Министров СССР и ВЦСПС.
Звание «Лучший российский экспортер-2011»
Победитель конкурса "100 лучших товаров России-2011"
Дипломант конкурса "100 лучших товаров России 2013"
Победитель конкурса "100 лучших товаров России-2015"
Победитель конкурса "100 лучших товаров России-2016"
Победитель конкурса "100 лучших товаров России-2017"